# Espagnolette
Espagnolette – motyw dekoracyjny w kształcie kobiecej główki o zaczesanych do góry włosach, ozdobionej często diademem, draperią, muszlą, wachlarzem, pękiem piór lub biżuterią, otoczonej obszernym, sztywnym kołnierzem lub zakończoną esownicą czy  kartuszem). Wprowadzony przez późnorenesansowych projektantów włoskich w połowie XVI wieku. Stosowany w okresie regencji i we wczesnych latach panowania  Ludwika XV, spopularyzowany przez ryciny Watteau i wzorniki Audrana. Używany w zdobnictwie architektonicznym, wyrobach snycerskich, stolarskich, meblarskich, złotniczych oraz grafice.